# Kyle Broflovski
Kyle Broflovski izmišljeni je lik američke animirane komedije South Park. Jedan je od četiri glavna lika.
Kyle je učenik u osnovnoj školi u South Parku. Jedno je od rijetke židovske djece prikazane u animiranoj komediji i to mu smeta jer se osjeća kao da nije dobrodošao. On je pomalo okrutan, ali iznutra dobar, nevin i inteligentan dječak. Često se služi prostim jezikom i zna predvidjeti tuđe trikove i manipulaciju.
Kyle je debitirao u kratkom filmu "Jesus vs. Frosty" 1992. godine kao jedan od glavnih likova o kojem se iz epizode u epizodu moglo saznati sve više.

## Uloga u South Parku
Kyle pohađa Osnovnu školu South Park i ide u treći, a kasnije i četvrti razred Herberta Garrisona. Živi u gradiću South Park sa svojim ocem Geraldom koji radi kao odvjetnik i majkom Sheilom koja je domaćica. Za razliku od svojih roditelja, Kylea ne zanima religija. Ima mlađeg brata koji je posvojen iz Kanade. Kyleovi najbolji prijatelji su Stan i Kenny. Dosta se često brine o Kennyjevom zdravlju i sigurnosti. Ima rivalstvo s Cartmanom te se njih dvojica često vrijeđaju, a prikazano  je i nekoliko fizičkih sukoba.